# Expertenstandard Sturzprophylaxe
Der Expertenstandard Sturzprophylaxe in der Pflege ist eine vom Deutschen Netzwerk für Qualitätsentwicklung in der Pflege (DNQP) herausgegebene und deutschlandweit als Standard eingeführte Richtlinie zur Sturzprävention. Sie hat das Ziel, Stürze und Sturzfolgen insbesondere in Pflegeeinrichtungen zu vermeiden, indem ursächliche Risiken und Gefahren erkannt und nach Möglichkeit ausgeräumt werden. Sie richtet sich an professionelle Pflegefachkräfte, die Pflegebedürftige entweder im Krankenhaus, in der häuslichen Umgebung oder in einer Einrichtung der stationären Altenhilfe betreuen. Der Standard beschreibt Ziele, die in einrichtungsinternen Pflegeleitlinien (Pflegestandard) umzusetzen sind.
Durch die Expertengruppe des Deutschen Netzwerks für Qualitätsentwicklung in der Pflege, wurden dabei über 250 Literatur-Titel berücksichtigt und auf ihre Relevanz hin analysiert. Der Pflegestandard besteht aus 18 korrespondierenden Struktur-, Prozess- und Ergebniskriterien und wurde im Februar 2006 veröffentlicht. Die erste Aktualisierung erschien im Januar 2013.
Gemäß der Kellogg International Work Group on the Prevention of Falls by the Elderly (1987) wird ein Sturz definiert als „jedes Ereignis, in dessen Folge eine Person unbeabsichtigt auf dem Boden oder auf einer tieferen Ebene zu liegen kommt“. Nicht eingeschlossen sind Ereignisse, die auf Grund eines Stoßes, Verlust des Bewusstseins, plötzlich einsetzender Lähmungen oder eines epileptischen Anfalls eintreten, also insbesondere Gewalteinwirkungen, Schlaganfall, Epilepsie oder andere neurologische Erkrankungen. Ein „erhöhtes Sturzrisiko“ liegt vor, wenn es sich um eine über das alltägliche Risiko hinausgehende Sturzgefährdung handelt.

## Zielsetzung
Die von den Pflegeexperten definierte Standardaussage lautet:

„Jeder Patient/Bewohner mit einem erhöhten Sturzrisiko erhält eine Sturzprophylaxe, die Stürze verhindert oder Sturzfolgen minimiert.“

Die vom Expertengremium gegebene Begründung für die Zielsetzung des Standards lautet:

„Stürze stellen insbesondere für ältere und kranke Menschen ein hohes Risiko dar. Sie gehen häufig mit schwerwiegenden Einschnitten in die bisherige Lebensführung einher, die von Wunden und Frakturen über Einschränkung des Bewegungsradius infolge verlorenen Vertrauens in die eigene Mobilität bis hin zum Verlust einer selbstständigen Lebensführung reichen. Durch rechtzeitige Einschätzung der individuellen Risikofaktoren, eine systematische Sturzerfassung, Information und Beratung von Patienten/Bewohnern und Angehörigen, sowie gemeinsame Maßnahmenplanung und Durchführung kann eine sichere Mobilität gefördert werden.“